# Pol Pairet
Pol Pairet (Perpinyà, 29 de juny de 1964) és un cuiner nord-català, reconegut per ser el fundador de restaurants com Mr & Mrs Bund, Ultraviolet i Polux, tots situats a la ciutat xinesa de Xangai.

## Biografia

### Inicis
Pairet va néixer a Perpinyà i va estudiar en una escola d'hostaleria a Tolosa de Llenguadoc després d'una formació científica. Va aconseguir notorietat mediàtica mentre dirigia el Cafè Mosaic de París l'any 1998. Durant els següents quinze anys va treballar com a xef a Istanbul, Hong Kong, Sydney i Jakarta. En 2005 es va instal·lar a Xangai per obrir Jade on 36, un restaurant avantguardista a l'Hotel Pudong Shangri-La, que va dirigir fins al 2008.
L'abril de 2009 va obrir Mr & Mrs Bund a l'edifici Bund 18 de Xangai, on va ser elogiat per les seves interpretacions dels clàssics del bistró. El restaurant va ser classificat com el setè millor d'Àsia i el 43è millor del món l'any 2013, de manera que es va convertir en el primer restaurant de la Xina continental inclòs a la llista dels 50 millors restaurants del món de The Restaurant Magazine.

### Ultraviolet i Polux
El febrer de 2010 va presentar per primera vegada la seva idea d'un restaurant d'una sola taula que utilitzava la tecnologia per oferir una experiència de sopar immersiu i multisensorial en públic, durant el Festival de Menjar OFF5 Omnivore a Deauville, a Normandia. Aquesta idea es va convertir en el restaurant Ultraviolet, inaugurat a Xangai el maig de 2012. Ultraviolet va ser classificat com el vuitè millor restaurant d'Àsia segons la llista dels 50 millors restaurants del continent tant l'any 2013 com el 2014, i va ocupar posicions similars en les llistes publicades en els anys següents.
A mitjan març de 2019 va obrir un nou establiment, el cafè Polux al districte de Xintiandi, a Xangai.

## Imatge
Al llarg de la seva carrera de cuiner, Pol Pairet s'ha caracteritzat per portar gorra en comptes del típic barret de cuiner, a l'estil de l'exèrcit xinès a l'època de Mao. Encara que el barret de cuiner es porta cada vegada menys, Pol Pairet no renuncia a la gorra, sobretot des que té menys cabells.